# Lilian Saseras
Pas d'image ? Cliquez ici

a Compétitions nationales et continentales officielles uniquement.

Dernière mise à jour le 1 juin 2024.
Lilian Saseras est un joueur de rugby à XV, né à Lyon le 27 juin 1994. Il évolue au poste de demi de mêlée au sein de l'effectif du RC Vannes jusqu'en 2022.

## Biographie
Il rejoint le CSBJ à l'âge de 6 ans, puis le FCG à 16 ans. Il intègre le centre de formation à l'âge de 19 ans.

## Palmarès

### En club
- Championnat de France de Pro D2 : 
  - Vice-champion (1) : 2018 avec le FC Grenoble